# Уріхсвілл (Огайо)
Уріхсвілл (англ. Uhrichsville) — місто (англ. city) в США, в окрузі Таскарвас штату Огайо. Населення — 5272 особи (2020).

## Географія
Уріхсвілл розташований за координатами 40°24′10″ пн. ш. 81°20′58″ зх. д. / 40.40278° пн. ш. 81.34944° зх. д. (40.402902, -81.349508).  За даними Бюро перепису населення США в 2010 році місто мало площу 7,29 км², з яких 7,28 км² — суходіл та 0,01 км² — водойми.

## Демографія
Згідно з переписом 2010 року, у місті мешкало 5413 осіб у 2176 домогосподарствах у складі 1379 родин. Густота населення становила 743 особи/км².  Було 2426 помешкань (333/км²).
Расовий склад населення:
| - 96,3 % — білих - 1,4 % — чорних або афроамериканців - 0,3 % — азіатів - 0,1 % — корінних американців |

До двох чи більше рас належало 1,6 %. Частка іспаномовних становила 0,8 % від усіх жителів.
За віковим діапазоном населення розподілялося таким чином: 26,7 % — особи молодші 18 років, 58,0 % — особи у віці 18—64 років, 15,3 % — особи у віці 65 років та старші. Медіана віку мешканця становила 36,5 року. На 100 осіб жіночої статі у місті припадало 89,8 чоловіків;  на 100 жінок у віці від 18 років та старших — 82,8 чоловіків також старших 18 років.
Середній дохід на одне домашнє господарство  становив 41 655 доларів США (медіана — 32 816), а середній дохід на одну сім'ю — 48 225 доларів (медіана — 38 343). Медіана доходів становила 38 125 доларів для чоловіків та 26 859 доларів для жінок. За межею бідності перебувало 29,2 % осіб, у тому числі 42,1 % дітей у віці до 18 років та 5,7 % осіб у віці 65 років та старших.
Цивільне працевлаштоване населення становило 2352 особи. Основні галузі зайнятості: освіта, охорона здоров'я та соціальна допомога — 20,5 %, виробництво — 18,8 %, роздрібна торгівля — 16,2 %.